# Sasha Zhoya
Sasha Zhoya, né le 25 juin 2002 à Subiaco dans la banlieue de Perth, en Australie, est un athlète français, australien et zimbabwéen, représentant la France en compétitions internationales, spécialiste du 110 m haies et du saut à la perche.
Champion d'Europe et du monde junior en 2021 sur 110 m haies, il établit un nouveau record du monde junior (haies de 0,99 m) dans cette discipline en 12 s 72. En 2020, il bat le record du monde junior du 60 m haies en 7 s 34.

## Biographie

### Famille et débuts
Sasha Zhoya naît le 25 juin 2002 à Subiaco, localité dans la banlieue sud de Perth en Australie-Occidentale, d'une mère française et d'un père zimbabwéen divorcés. Sa mère, Catherine Larbiose-Zhoya, est née à Clermont-Ferrand et était[pas clair] une ancienne skieuse nationale. Elle est également coach dans un club d'athlétisme de la banlieue de Perth. Son père, Yonah, est un musicien habitant désormais à Johannesbourg en Afrique du Sud. Il a une sœur aînée, Munashe (née le 8 novembre 1997). Il a trois nationalités : française, australienne et zimbabwéenne.
Il débute l'athlétisme à l'âge de 8 ans, en suivant sa sœur, et rejoint à 14 ans l'Australian Institute of Sport. Il est scolarisé au lycée au John Curtin College of the Arts (en), dans un programme de danse, et pendant la pandémie de Covid-19, envisage même brièvement de laisser tomber l'athlétisme pour la danse.
À la suite de son choix de concourir pour la France, Il est domicilié à Coutansouze, dans l'Allier, lieu de villégiature de sa famille maternelle.

### Entraîneurs et clubs
En Australie, il est licencié au Melville Little Athletics où sa mère est également coach. Il est entraîné par Lindsay Bunn pour les épreuves du sprint, par Paul Burgess et Alex Parnov pour le saut à la perche,.
Il est licencié en France depuis 2017 au Clermont Athlétisme Auvergne, ville d'origine de sa mère où il est entraîné notamment par Philippe d'Encausse à la perche.
Il rejoint également le groupe sprint-haies de la Fédération française d'athlétisme à l’INSEP, encadré notamment par Ladji Doucouré pour les haies et Dimitri Demonière pour les épreuves de sprint.

### Nationalité sportive
Détenteur de trois passeports, Sasha Zhoya est obligé avant la fin de l'année 2019 de décider pour quel pays concourir sportivement : l'Australie, pays de naissance, la France, pays de sa mère, ou le Zimbabwe, pays de son père.
Très convoité par les trois pays, il exclut initialement le choix du Zimbabwe,.
Le DTN Patrice Gergès l'invite notamment à représenter la France sur le relais 4 x 200 m aux Relais mondiaux 2019 à Yokohama afin de sécuriser sa nationalité sportive française. Zhoya refuse l'invitation.
Le 3 janvier 2020, il annonce dans la presse qu'il a choisi de concourir pour la France, avec notamment en ligne de mire les Jeux olympiques d'été de 2024 à Paris. Il intègre ainsi le dispositif « Athlé 2024 » mis en place par la Fédération française d'athlétisme, pour soutenir les espoirs de l’athlétisme français en vue de ces Jeux olympiques.

### Carrière jeune

#### Records du monde cadets (2019)
Aux Championnats de France cadets et juniors 2018 de Évry-Bondoufle, il décroche la médaille d'argent du 100 m et l'or sur 200 m,.
Le 23 février 2019, pour la seconde compétition en salle de sa vie, Sasha Zhoya bat le record de France cadet du saut à la perche lors des Championnats de France cadets et juniors, avec un saut à 5,32 m, améliorant d'un centimètre l'ancienne marque détenue par Ethan Cormont. Le lendemain, pour ses premières courses sur la distance de 60 m haies, il égale aussi la meilleure marque nationale du 60 m haies (91,4 cm) en 7 s 48, propriété de Ladji Doucouré.
Le 1er avril 2019, lors des Championnats d'Australie cadets et juniors, Sasha Zhoya s'empare de la meilleure performance mondiale cadette au saut à la perche en effaçant une barre à 5,56 m, soit un centimètre de mieux que le Grec Emmanouíl Karalís en 2016.
Le 30 juin 2019 à La Chaux-de-Fonds, il bat le record de France cadet du 100 m en 10 s 41 (+ 1,4 m/s). Le 6 juillet, en demi-finale des Championnats de France cadets et juniors à Angers, Sasha Zhoya bat la meilleure performance mondiale cadette du 110 m haies en 12 s 87 (+ 1,6 m/s) et améliore de 9 centièmes les 12 s 96 du Jamaïcain Jaheel Hyde de 2014. Il s'impose ensuite logiquement en finale, en 12 s 96 (+ 0,9 m/s). Le lendemain, il s'impose en finale du 200 m et descend pour la première fois sous les 21 secondes, en 20 s 81, toutefois trop venté (+ 3,1 m/s). Le 16 juillet, il bat le record de France cadet du 200 m à Sotteville-lès-Rouen en 20 s 91.

#### Record du monde junior du 60 m haies (2020)
Le 10 février 2020, pour sa première course depuis qu'il a annoncé qu'il représenterait la France en compétitions internationales, il remporte en 7 s 57 le 60 m haies des Championnats régionaux d'Île-de-France juniors, record personnel et deuxième meilleure performance française de tous les temps dans la catégorie juniors. Douze jours plus tard, aux championnats de France juniors à Miramas, Zhoya bat le record d'Europe juniors en 7 s 43 lors des demi-finales puis établit un nouveau record du monde juniors en finale en 7 s 34, améliorant de 6 centièmes la marque de l'Américain Trey Cunningham réalisée en 2017. Lors de la saison estivale, il se classe deuxième en 20 s 68 (record personnel) de la finale du 200 m des championnats de France Elite à Albi, après avoir été battu au millième par Amaury Golitin. Le 4 octobre, il bat son record personnel junior sur 110 m haies avec le temps de 13 s 27 lors des championnats d'Espagne junior à Madrid.

#### Champion d'Europe et du monde junior du 110 m haies, nouveau record du monde (2021)
Lors des championnats de France juniors organisés à Bondoufle le 10 juillet 2021, Sasha Zhoya améliore son record personnel sur 110 m haies en signant 13 s 02 en demi-finale, à seulement trois centièmes du record du monde de la catégorie. Le jeune Français remporte ensuite largement la finale en 13 s 06. Quelques jours plus tard aux championnats d'Europe juniors de Tallinn, il court en 12 s 98 en demi-finale, soit en deçà du record du monde junior, mais le temps n'est pas homologué en raison d'un vent trop favorable (+ 2,4 m/s). Qualifié pour la finale, il gagne la course en 13 s 05 devant le Néerlandais Matthew Sophia et l'Italien Lorenzo Ndele Simonelli, décrochant ainsi le premier titre international de sa carrière.
Lors des championnats du monde juniors de Nairobi, Sasha Zhoya bat le record du monde junior du 110 m haies en demi-finales en réalisant 12 s 93, améliorant de 6 centièmes le précédent record codétenu par son compatriote Wilhem Belocian (2014) et le Jamaïcain Damion Thomas (2018). Le lendemain en finale, il remporte le titre mondial en améliorant son propre record de 21 centièmes pour l'établir à 12 s 72, profitant des conditions favorables à la performance à Nairobi (1 800 m d'altitude), et d'un vent favorable durant la course (+ 1 m/s). Il devient ainsi le troisième hurdler français de l'histoire champion du monde junior après Pascal Martinot-Lagarde en 2010 et Wilhem Belocian en 2014.

### Carrière senior

#### Première année espoir (2022)

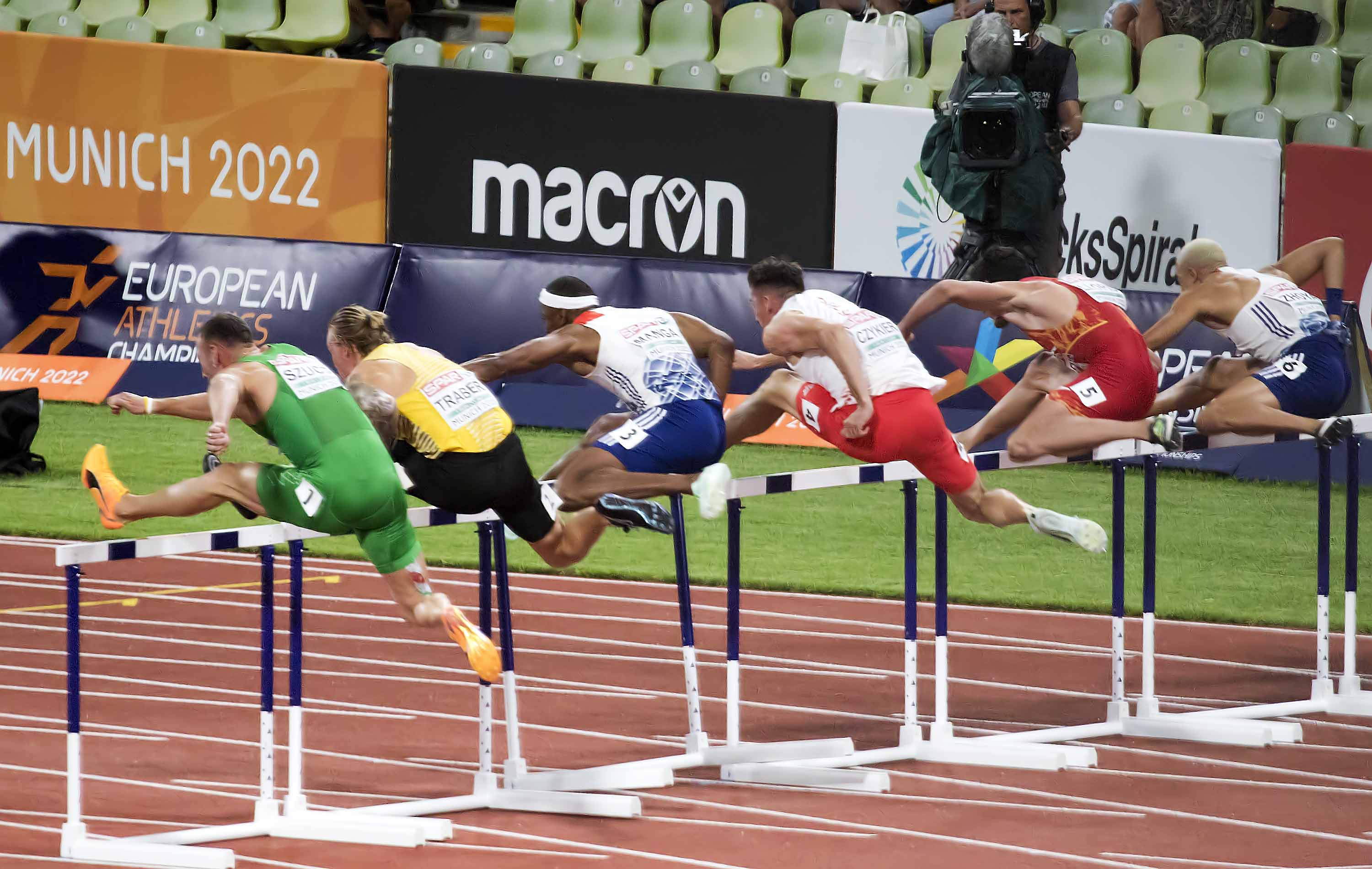
Sasha Zhoya (à droite) lors des championnats d'Europe 2022.

2022 est la première année espoir de Sasha Zhoya, ce qui implique un passage sur les haies seniors de 1,06 m, contre 99 cm en junior. Pour son premier 110 m haies au meeting de Grosseto, il est gêné par des crampes et doit se contenter d'un temps de 14,13 s. Il souffre ensuite d'une fissure à un ménisque mais court tout de même en 13 s 48 à Genève puis en 13 s 40 à Paris. Lors des championnats de France disputés à Caen, il s'impose facilement en série en 13 s 24 puis décroche son premier titre national sénior en 13 s 17, meilleure performance européenne de la saison. Il valide ainsi les minima pour participer aux championnats du monde d'Eugene. Lors des championnats du monde, il est éliminé en demi-finales en 13 s 47.
Lors de la finale des championnats d'Europe d'athlétisme 2022 à Munich, il chute au moment de franchir la dernière haie et termine huitième.

#### Deuxième année espoir (2023)
Pour sa deuxième saison espoir, Zhoya est sacré champion d'Europe espoir à Espoo en 13 s 31 (+ 0,5 m/s). Lors des demi-finales, il améliore le record des championnats avec le temps de 13 s 22 (+ 0,3 m/s),. Deux semaines plus tard, il s'impose en finale du 110 m haies des championnats de France pour la deuxième année consécutive en 13 s 01 (+ 2,3 m/s).
En Hongrie lors des championnats du monde à Budapest, il améliore son record personnel en demi-finale en 13 s 15. Pour sa première finale mondiale, il termine sixième en 13 s 26.

#### Troisième année espoir (2024)
Lors des jeux olympiques de Paris de 2024, il est éliminé en demi-finales du 110 m haies en 13 s 34 (- 0,1 m/s).
Après deux victoires dans sa discipline de prédilection sur le circuit mondial en juillet à Paris puis à Rome fin août, Sasha Zhoya remporte le vendredi 13 septembre 2024 à Bruxelles la finale du 110m haies de la Ligue de Diamant en 13 s 16.
En décembre 2024, il a été annoncé qu'il s'était inscrit à la saison inaugurale du Grand Slam Track fondé par Michael Johnson.

#### Première année senior (2025)
En avril 2025, Zhoya gagne la première étape du Grand Slam Track à Kingston avec des temps de 13 s 34 et 10 s 55 respectivement sur 110 m haies et 100 m. Il termine deuxième lors de la deuxième étape à Miramar avec des temps de 13 s 06 (+ 1,4 m/s) et 10 s 36 (+0,7 m/s) sur ces mêmes épreuves, battant ainsi deux records personnels.

### Vie privée
Sa vie privée n'est actuellement pas exposée médiatiquement.

## Médias
En 2021, il fait l'objet d'un reportage pour le magazine Intérieur sport sur Canal Plus.
De 2021 à 2024, il participe aux 4 saisons de la série-documentaire CHAMPION(S) sur France.TV qui suit son ascension jusqu'aux Jeux Olympiques de Paris 2024.

## Palmarès

### International
| Date | Compétition                   | Lieu     | Résultat     | Épreuve     | Temps   |
| ---- | ----------------------------- | -------- | ------------ | ----------- | ------- |
| 2021 | Championnats d'Europe juniors | Tallinn  | 1er          | 110 m haies | 13 s 05 |
| 2021 | Championnats du monde juniors | Nairobi  | 1er          | 110 m haies | 12 s 72 |
| 2022 | Championnats d'Europe         | Munich   | 8e           | 110 m haies | 16 s 51 |
| 2023 | Championnats d'Europe espoirs | Espoo    | 1er          | 110 m haies | 13 s 31 |
| 2023 | Championnats du monde         | Budapest | 6e           | 110 m haies | 13 s 26 |
| 2024 | Jeux Olympiques Paris         | Paris    | Demi-finales | 110 m haies | 13 s 34 |

### National
| Date | Compétition                             | Lieu      | Résultat | Épreuve     | Temps   |
| ---- | --------------------------------------- | --------- | -------- | ----------- | ------- |
| 2018 | Championnats de France Cadets           | Bondoufle | 2e       | 100 m       | 10 s 63 |
| 2018 | Championnats de France Cadets           | Bondoufle | 1er      | 200 m       | 21 s 56 |
| 2019 | Championnats de France Cadets en salle  | Liévin    | 1er      | 60 m haies  | 7 s 48  |
| 2019 | Championnats de France Cadets en salle  | Liévin    | 1er      | Perche      | 5,32 m  |
| 2019 | Championnats de France Cadets           | Angers    | 1er      | 110 m haies | 12 s 96 |
| 2019 | Championnats de France Cadets           | Angers    | 1er      | 200 m       | 20 s 81 |
| 2020 | Championnats de France Juniors en salle | Miramas   | 1er      | 60 m haies  | 7 s 34  |
| 2021 | Championnats de France Juniors          | Bondoufle | 1er      | 110 m haies | 13 s 06 |
| 2022 | Championnats de France                  | Caen      | 1er      | 110 m haies | 13 s 17 |
| 2023 | Championnats de France                  | Albi      | 1er      | 110 m haies | 13 s 01 |
| 2024 | Championnats de France                  | Angers    | 1er      | 110 m haies | 13 s 32 |

| Date | Compétition                           | Lieu   | Résultat | Épreuve | Temps   |
| ---- | ------------------------------------- | ------ | -------- | ------- | ------- |
| 2019 | Championnats d'Australie Cadets (U18) | Sydney | 1er      | 200 m   | 21 s 18 |
| 2019 | Championnats d'Australie Cadets (U18) | Sydney | 1er      | Perche  | 5,56 m  |

## Records
| Épreuve          | Épreuve          | Marque          | Lieu         | Date              |
| En plein air     | En plein air     | En plein air    | En plein air | En plein air      |
| ---------------- | ---------------- | --------------- | ------------ | ----------------- |
| 100 m            | 100 m            | 10 s 36         | Miramar      | 4 mai 2025        |
| 200 m            | 200 m            | 20 s 68         | Albi         | 13 septembre 2020 |
| 110 m haies      | Cadet (0,91 m)   | 12 s 87 (WYR)   | Angers       | 6 juillet 2019    |
| 110 m haies      | Junior (0,99 m)  | 12 s 72 (WU20R) | Nairobi      | 21 août 2021      |
| 110 m haies      | Senior (1,06 m)  | 13 s 06         | Miramar      | 3 mai 2025        |
| Saut à la perche | Saut à la perche | 5,56 m          | Sydney       | 1er avril 2019    |
| En salle         |                  |                 |              |                   |
| 60 m haies       | Cadet (0,91 m)   | 7 s 48 (WYR)    | Liévin       | 24 février 2019   |
| 60 m haies       | Junior (0,99 m)  | 7 s 34 (WU20R)  | Miramas      | 22 février 2020   |
| Saut à la perche | Saut à la perche | 5,32 m (NYR)    | Liévin       | 23 février 2019   |